# Российско-норвежская граница
Российско-норвежская граница установлена 14 мая 1826 года между Российской империей и Шведско-норвежской унией, положив конец долгим пограничным спорам между скандинавскими странами и Россией за право обладания Кольским полуостровом. Самая северная сухопутная граница России, единственная в мире сухопутная граница, полностью расположенная севернее Полярного круга. Является самым давним участком границы России с НАТО (с момента создания этой организации). В 1990-е годы, после падения Берлинской стены и распада СССР, норвежская сторона активно ратовала за демонтаж советских пограничных заграждeний, что и было сделано. Однако в 2016 году Норвегия сама же приступила к строительству нового заградительного забора на своей стороне, на этот раз для уменьшения потока нелегальных мигрантов.

## История

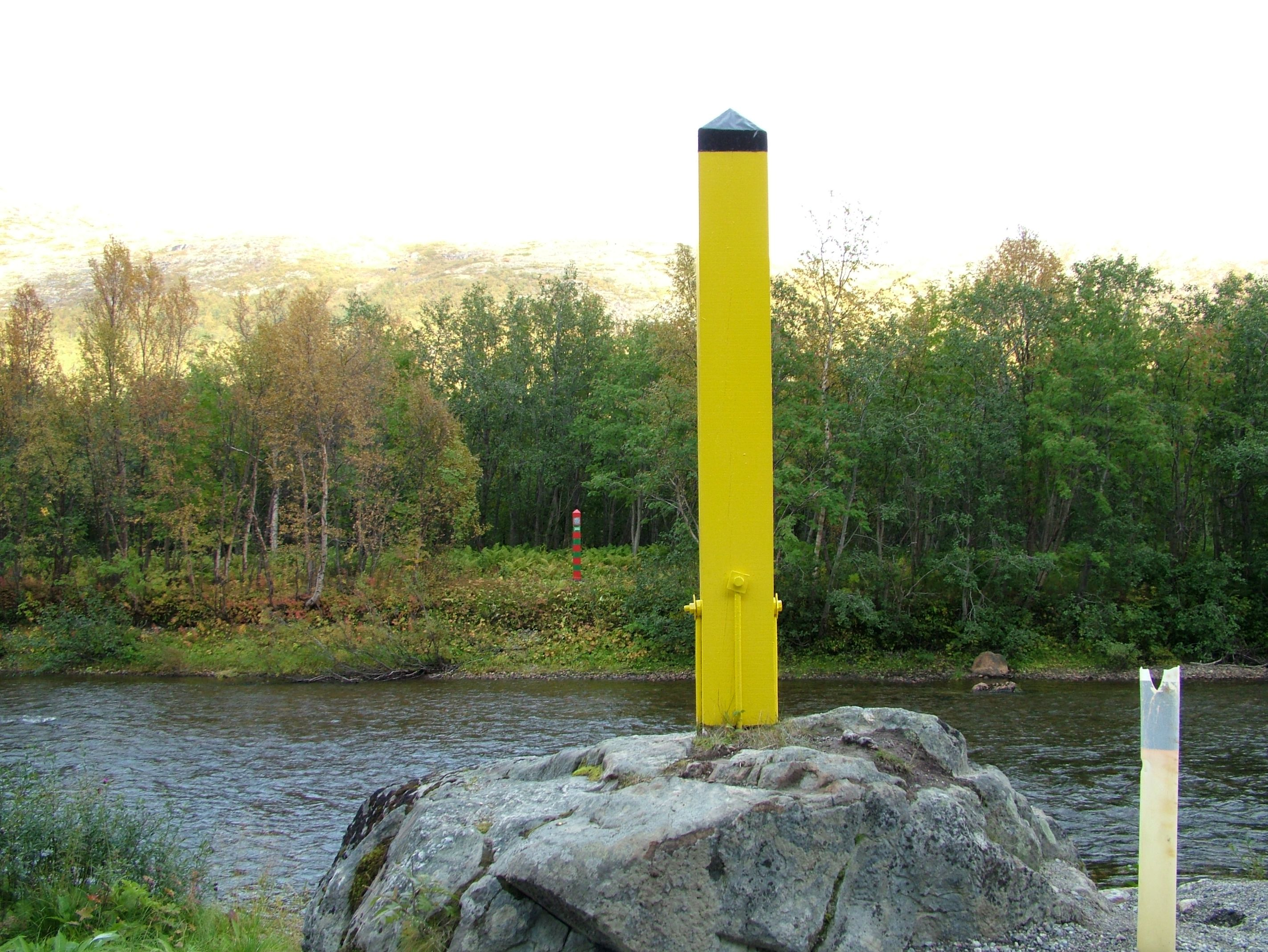
Пограничные столбы на реке Ворьема

### Древнерусский период

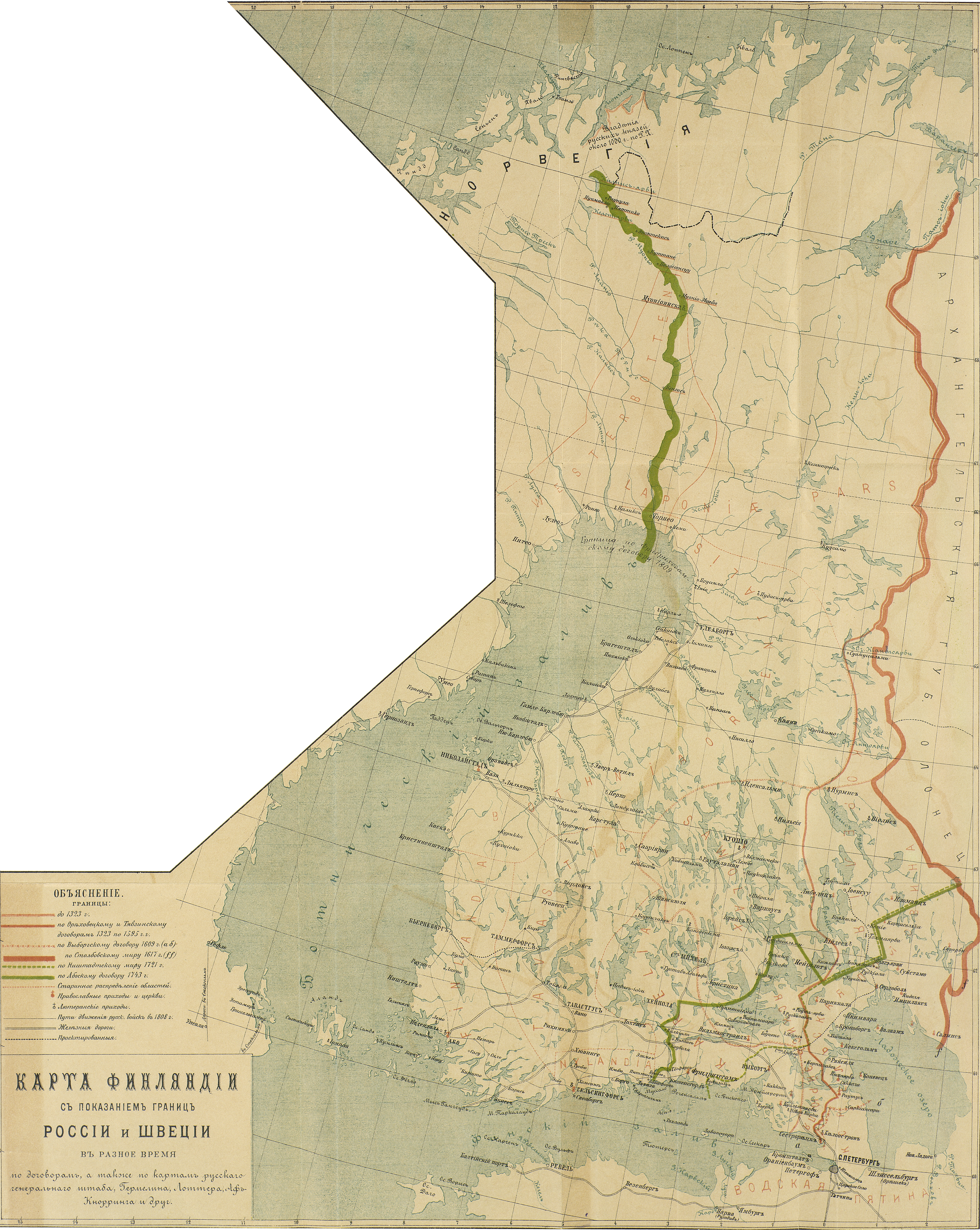
Карта Финляндии с указанием границ России, Норвегии и Швеции в разное время по договорам, а также по картам генерального штаба, Гермелина, Лоттера, Аф-Кнорринга и других

История этой границы есть собственно история её постепенного сдвижения на восток. С X до середины XI века она, судя по глухим отзвукам в истории, проходила гораздо западнее — по Люнгенфьорду, в 50 километрах восточнее современного города Тромсё. Потом, в 1043 году, Ярослав Мудрый дал в качестве приданого за дочерью Елизаветой, невестой норвежского короля, землю оттуда вплоть до Альтафьорда и реки Альта. Проходит еще 200 лет, и на новые уступки идет новгородский князь Александр Невский — уступает следующий выступ территории до Танафьорда. Между тем и Норвегия, и Новгородская республика попадают под власть более сильных соседей — первая с 1397 года входит в Кальмарскую унию с Данией, второй уходит под руку Москвы.

### Московское государство
В 1516—1517 кочевые угодья кончанских лопарей (саамов) взял под свою опеку Печенгский Троицкий монастырь: так помимо собственно Печенгского возник смежный с ним (позднее ставший срединным) Пазрецкий погост. 22 ноября 1556 года согласно грамоте Ивана Грозного за Печенгским монастырём была закреплена Нявдемская губа. Так возник самый удалённый Нявдемской погост. В 1603 году Борис Годунов и Кристиан IV договариваются уже о новой границе — между Танафьордом и Кольской губой по Варангерфьорду и реке Няндоме (Нейден). Впрочем, из-за смерти русского царя и наступившего Смутного времени договор тогда не был подписан, а вступил в силу только в 1684 году, причем на новых условиях. А именно — все спорные земли были превращены в Фэлледсдистрикт (Fellesdistrikt, Общий район), где обе державы имели право в равных долях собирать дань с саамов.
Хотя и после него Кольский полуостров оставался одним из самых слаборазвитых регионов страны.

Розовым цветом указаны отошедшие к Норвегии в 1826 году территории

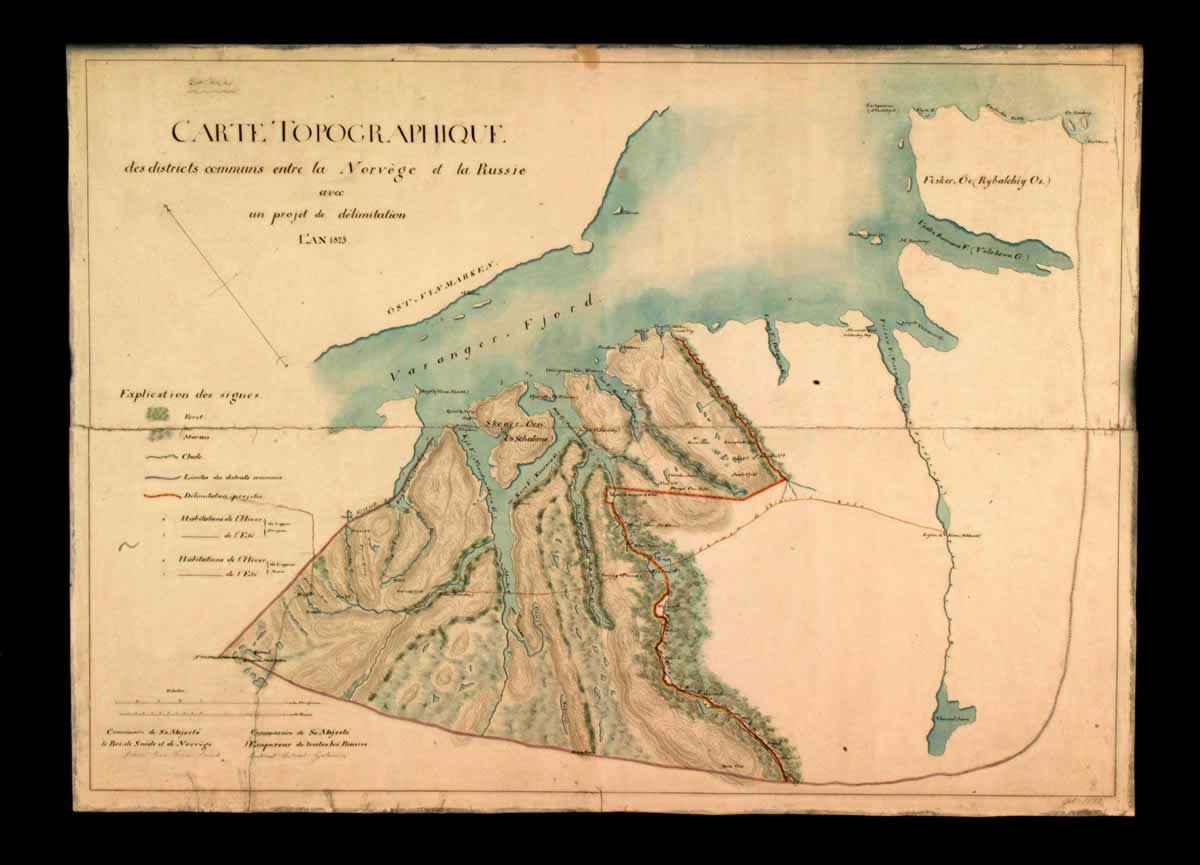
Карта норвежско-российской границы (1826 год)

### Российская империя
Так они поступали ровно 130 лет, пока в 1814 году Норвегия не перешла от Дании к Швеции. До 1826 года российско-норвежская граница целиком проходила по реке Паз до Варяжского залива.
28 февраля 1822 года на границе начали фиксироваться жалобы российских лопарей на давление со стороны норвежцев и норвежских лопарей. После основания крепости Вардё, норвежцы приступили к довольно агрессивному хозяйственному освоению побережья Варяжского залива. Ситуация осложнялась полукочевым образом жизни всех местных народов, в особенности лопарей. По мнению Чулкова, нарастающий конфликт в регионе был вызван тем что под давлением этнических норвежцев, стремящихся к захвату новых земель, лопари со шведско-норвежской территории вытеснялись норвежской администрацией в пределы плохо разграниченной собственно российской территории. При этом норвежская корона продолжала рассматривать их как своих подданных, и, соответственно, выдвинула претензии на осваиваемые ими земли. Позднее аналогичная ситуация, по наблюдениям Арсеньева, сложилась и на границе СССР с японской Кореей.
Некоторое время продолжалась неопределенность с сохранением двоеданничества. Hаконец, в 1826 году Россия и Шведско-норвежское королевство договорились установить чёткую границу и провести официальную демаркацию. Русский посланник Валериан Галямин получил инструкции от министра иностранных дел Нессельроде уступить всем требованиям шведо-норвежцев по спорным территориям. В результате переговоров была заключена так называемая Санкт-Петербургская конвенция. По ней почти все спорные территории отошли к Шведско-Норвежскому королевству и граница была демаркирована по рекам Паз и Ворьема. На левом, норвежском берегу реки Паз был образован анклав площадью 1 км2 с церковью Бориса и Глеба, созданный ради сохранения православного храма в пределах российской территории. Решающим фактором в более благоприятном исходе территориального спора для Норвегии стал тот факт, что норвежцы подставили под свой контроль богатую треской акваторию Варяжского залива, от доступа к рыбным запасам которого зависели не только лопари, но и прибывающие сюда финские поселенцы—квены.
14 июня 1828 года архангельский губернатор Бухарин написал в МВД жалобу № 1301 на необдуманные действия Галямина, фактически приведшие к захвату российских земель норвежцами. Невнимание имперских российских властей той эпохи к проблеме разграничения северных территорий и к жалобам местных российских властей на наступление норвежцев имело логическое объяснение в контексте геополитики той эпохи: в 1809 году Россия отняла у Швеции всю Финляндию. В качестве компенсации за утрату Финляндии в 1814 году Швеция добилась-таки заключения унии с Норвегией, фактически взяв последнюю под своё крыло. Уступка относительно небольшой (по сравнению с Финляндией) территории Шведско-норвежской унии была таким образом призвана нормализовать отношения между странами. Однако в конечном итоге эта уступка дважды оказалась роковой. Становление финской нации в составе Российской империи привело к смещению финской миграции к местным морским ресурсам на северо-восток, в приграничный Пазрецкий погост. В 1897 году число финнов-лютеран здесь (223 человека) превысило число православных лопарей (148 человек).
В 1905 году стортинг Норвегии провозгласил в Осло независимость, и Российская империя первой признала её. Территориальный вопрос при этом не поднимался. На протяжении всего XIX века граница была плохо охраняема с обеих сторон. Данная ситуация отчасти объяснялась вынужденной необходимостью: Российская империя лучше контролировала сушу и являлась источником более дешёвых продуктов народного потребления для зарождающихся норвежских поселений. Пограничная торговля приносила немало прибыли контрабандистам. Однако после начала революции в России норвежский пограничный гарнизон был увеличен до 93 человек к 1918 году. Начавшийся процесс финнизации местных лопарей, завершился после революции и интервенции тем, что Советская Россия в 1920 году вынуждена была передать независимой Финляндии всю Печенгу (Петсамо). Норвегия таким образом получила район Петсамо в качестве временного буфера с советской Россией.

### СССР
Тем не менее, к востоку от границы сохранялись (до депортации 1940 года) поселения немногочисленных кольских норвежцев. В 1920—1944 годах советская сторона потеряла доступ к госгранице с Норвегией из-за того, что получившая независимость Финляндия аннексировала округ Петсамо, позднее возвращённый СССР.

### Территориальный спор Норвегии и СССР

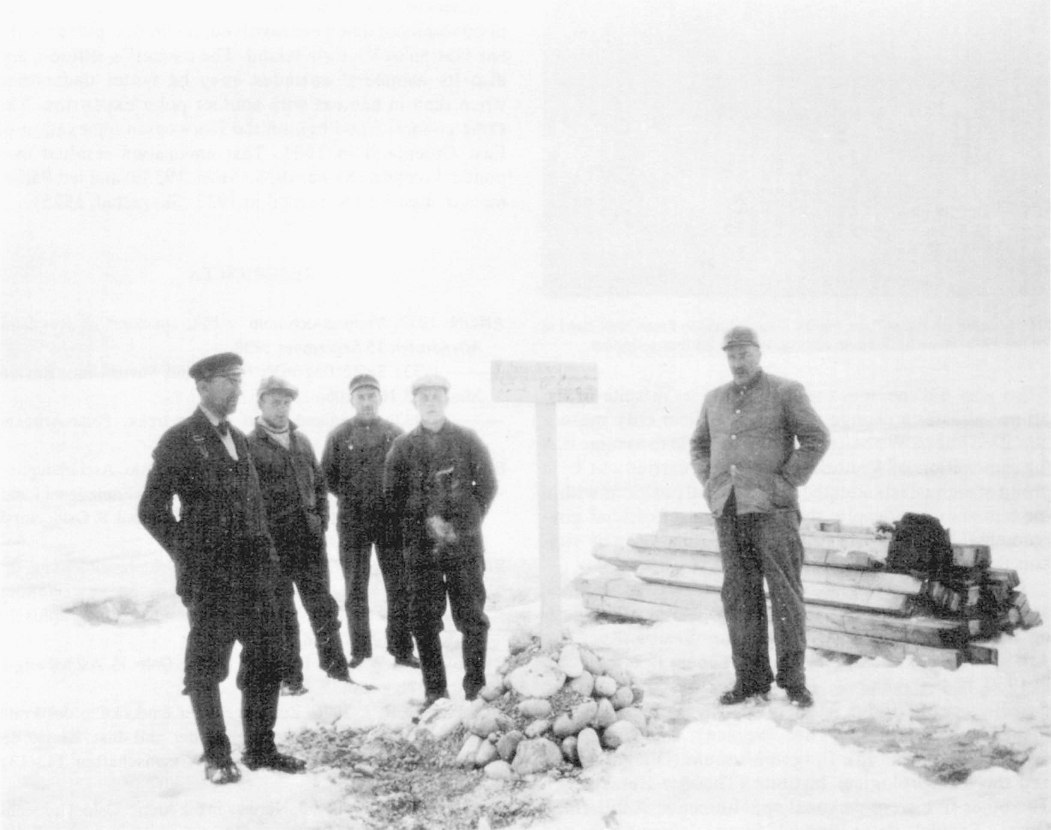
Высадка частной группы норвежцев на о. Виктория 8 июня 1930 года

Ныне российские остров Виктория и земля Франца-Иосифа долгое время не были формально объявлены объектaми территориальных претензий ни одной державы — вплоть до 1926 года, когда их аннексировал Советский Союз. Этот акт, правда, оспаривался до конца 1920-х годов Норвегией, безуспешно выдвинувшей свои претензии и попытавшейся переименовать архипелаг в «Землю Фритьофа Нансена».
Поскольку остров Виктория лежал вне границ полярных владений Норвегии, закреплённых договором о Шпицбергене 1920 года, он считался ничейной землёй, пока СССР не заявил свои права на него и на Землю Франца-Иосифа декретом от 15 апреля 1926 года, официально установившим границы полярных владений СССР. Норвегия заявила протест, но активных действий на государственном уровне не предприняла, полагаясь на инициативы частных лиц. Ларс Кристенсен, успешно присоединивший к Норвегии остров Буве, профинансировал создание частной экспедиции (в 1929—1930 годах). Однако, выйдя из Тромсё, участники первой экспедиции не смогли достичь своей цели.
29 июля 1929 года Отто Шмидт в ходе полярной экспедиции на ледокольном пароходе «Георгий Седов» водрузил на острове Гукера советский флаг и объявил Землю Франца-Иосифа частью СССР. Вторая норвежская экспедиция была более результативной: 8 августа 1930 года в 04:30 утра команда из семи норвежцев во главе с Гуннаром Горном и капитаном Педером Эльясенном высадилась на берег острова, привезя туда инструменты и стройматериалы. К этому времени, однако, земля Франца-Иосифа уже вошла в состав СССР и официальное правительство Норвегии отозвало граждан своей страны с острова, опасаясь открытой конфронтации с СССР.
В 1932 году советский научный корабль «Николай Книпович» обошёл со всех сторон остров Виктория, 29 августа экипаж высадился на него, и капитан судна С. В. Попов поднял на острове советский флаг как на самом западном острове Советской Арктики:105.

### Советско-финская и Великая Отечественная войны
В 1939 году во время советско-финской войны советские войска быстро заняли финское Петсамо. У КПП Скафферхуллет, ныне закрытого, Норвегия выставила солдат на случай советского вторжения. Однако Московский договор 1940 года вернул большую часть Петсамо Финляндии.
В 1941 году Финляндия и Норвегия были использованы нацистской Германией как плацдармы для наступления на Мурманск. В 1944 году советские войска во время Петсамо-Киркенесской операции пересекли границу с Норвегией и дошли до реки Тана.

## Современность

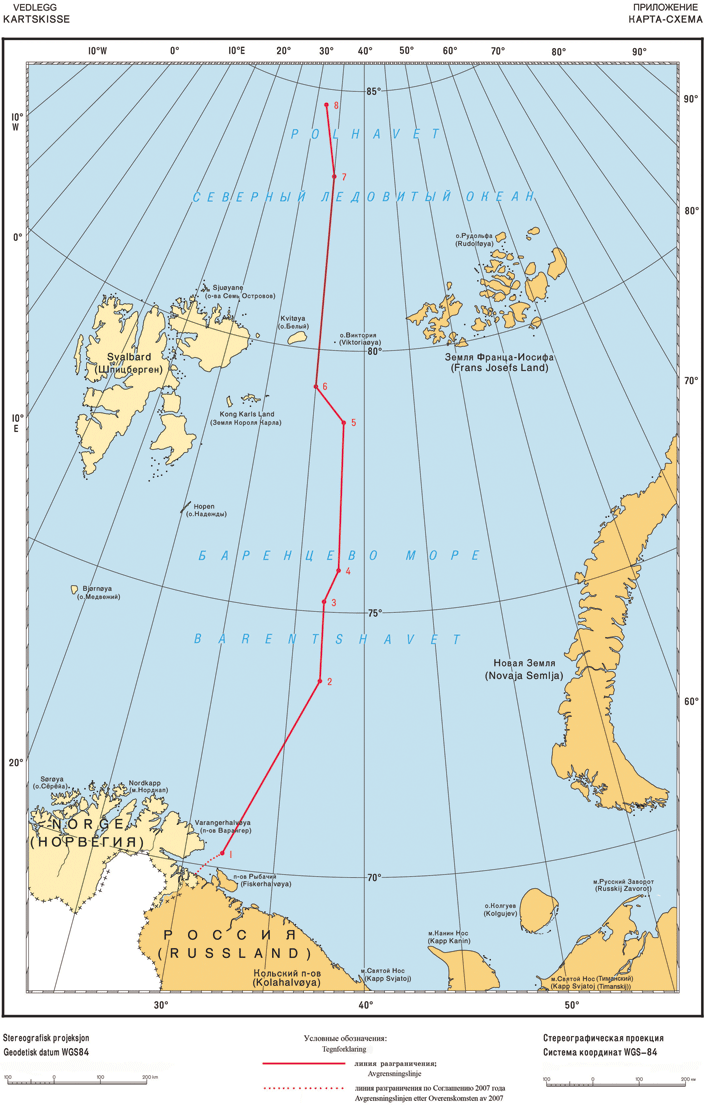
Граница в Баренцевом море и Северном Ледовитом океане

В настоящее время с российской стороны границы расположена Мурманская область, а с норвежской фюльке Финнмарк. Протяжённость границы — 195,8 км (в том числе 43,0 км сухопутной и 152,8 км речной); помимо этого имеется участок межгосударственной морской границы в 23,3 км. Пропускной пункт — Стурскуг-Борисоглебский. В год границу пересекает в среднем около 35 тыс. человек. На границе задерживались и нелегальные иммигранты из других стран (Молдавии, Марокко, Туниса, Ирана, стран Африки).
40-летний территориальный спор о границе на шельфе между Норвегией и России был урегулирован 15 сентября 2010 года после подписания договора «О разграничении морских пространств и сотрудничестве в Баренцевом море и Северном Ледовитом океане».
С 15 июля 2022 года власти Норвегии ограничили возможность пешего пересечения границы через пограничный пункт Борисоглебск-Стурскуг, пересечение границы допустимо только на транспортном средстве. С 3 октября 2023 года Норвегия ввела запрет на въезд автомобилям с российскими государственными регистрационными знаками.

## Пограничные регионы
Фюльке Норвегии, граничащая с Россией:
- Финнмарк

 Область России, граничащая с Норвегией:
- Мурманская область